# Toomas Tiru
Toomas Tiru (ur. 18 stycznia 1969 w Viljandi) – estoński kombinator norweski, uczestnik Zimowych Igrzysk Olimpijskich 1992, reprezentant klubu Tallinna Dünamo, medalista mistrzostw kraju w kombinacji norweskiej i skokach narciarskich.
Zaczął uprawiać sport w 1979 roku.
W 1992 roku wziął udział w rywalizacji dwuboistów klasycznych na igrzyskach w Albertville. W konkursie indywidualnym zajął 42. miejsce. W skokach uzyskał 73,5 m, 76 m i 79 m, a bieg na dystansie 15 km pokonał w czasie 50 min 13,1 s.
W 1983 roku zdobył brązowy medal mistrzostw Estonii juniorów do lat 18 w kombinacji norweskiej. Rok później został mistrzem kraju w kategorii do 20 lat i brązowym medalistą w seniorskich mistrzostwach. W 1986 roku został dwukrotnym mistrzem kraju juniorów do lat 18 (indywidualnie i drużynowo) oraz wicemistrzem indywidualnie w kategorii do 20 lat. W 1987 roku został mistrzem Estonii juniorów do lat 18, wicemistrzem juniorów do lat 20 oraz drużynowym mistrzem i indywidualnym brązowym medalistą mistrzostw seniorskich. W 1988 roku zdobył srebrny medal mistrzostw kraju juniorów do lat 20 w kombinacji i brązowy w skokach narciarskich na skoczni K-70. W 1989 roku został wicemistrzem kraju w kombinacji i brązowym medalistą w skokach. Rok później zwyciężył w indywidualnych mistrzostwach w kombinacji, zdobył srebro w drużynie i brąz w skokach. W 1991 roku został mistrzem Estonii w kombinacji i skokach na skoczni K-50 oraz wicemistrzem na skoczni K-70. W 1992 roku zdobył złoto w skokach na obiekcie K-50.